# Carl Benedikt Frey
Carl Benedikt Frey, född[när?], är en svensk-tysk ekonomhistoriker. Han är knuten till universitet i Oxford, där han leder programmet "Future of Work" vid Oxford Martin School.

## Akademisk karriär
Efter studier i ekonomi och historia vid Lunds universitet disputerade han vid Max Planck Institute for Innovation and Competition 2011. Därefter fick han anställning vid Oxford Martin School där han grundade forskningsprogrammet "Future of Work". Åren 2012-2014 tjänstgjorde han som lärare i ekonomisk historia vid Lunds universitet. år 2012 arbetade han på Nuffield College och Institute for New Economic Thinking på Universitet i Oxford.

### Future of Employment
Frey och Michael Osborne kom 2013 ut med boken “The Future of Employment: How Susceptible Are Jobs to Computerization”, i vilken de drog slutsatsen att 47 procent av alla jobb löper risk för att automatiseras  Boken utsågs av Financial Times den till ”Årets bok 2019”. Jobb-apokalyptiska debattörer i Jeremy Rifkins anda, såsom Yuval Noah Harari (Homo Deus), Kai-Fu Lee (AI Superpowers), Richard David Precht och Martin Ford(en) (Rise of the Robots(en)) har alla hänvisat till studien för att stärka argumentationen om att jobbsamhället befinner sig i en ofrånkomlig nedförsbacke, sammanhängande med automatisering, digitalisering, robotisering och globalisering.